# 그로텐디크 군
K이론에서 그로텐디크 군(Grothendieck群, 영어: Grothendieck group)은 아벨 범주 또는 퀼런 완전 범주로부터 정의되며, 그 짧은 완전열들에 대한 정보를 담고 있는 아벨 군이다. 0차 대수적 K군과 같다.

## 정의

### 그로텐디크 군
작은 퀼런 완전 범주 (예를 들어, 작은 아벨 범주) {\displaystyle {\mathcal {A}}}가 주어졌다고 하자. 그렇다면, 각 짧은 완전열
{\displaystyle A\rightarrowtail B\twoheadrightarrow C}
에 대하여, 형식적 관계
{\displaystyle [A]+[C]=[B]}
를 정의하자. 그렇다면, {\displaystyle {\mathcal {A}}}의 모든 원소들과 위와 같은 관계들로 생성되는 아벨 군을 {\displaystyle {\mathcal {A}}}의 그로텐디크 군이라고 하며, {\displaystyle \operatorname {K} ({\mathcal {A}})}로 표기한다. (이 기호 {\displaystyle \operatorname {K} (-)}는 K이론에서 딴 것이다.)

### “최소” 퀼런 완전 범주의 경우
작은 가법 범주 {\displaystyle {\mathcal {A}}} 위에, 다음과 같은 열들만을 짧은 완전열로 하는 퀼런 완전 범주 구조를 주자.
{\displaystyle A\to A\oplus B\to B}
(여기서 위의 두 사상은 곱 및 쌍대곱의 보편 성질에 등장하는 것들이다. {\displaystyle \oplus }는 곱=쌍대곱이다.) 이는 {\displaystyle {\mathcal {A}}} 위에 존재하는 “최소의” (즉, 짧은 완전열을 가장 적게 갖는) 퀼런 완전 범주 구조이다.
이 경우, {\displaystyle {\mathcal {A}}}의 그로텐디크 군은 보다 구체적으로 다음과 같이 정의될 수 있다.
우선, 일반적으로, 가환 모노이드의 범주 {\displaystyle \operatorname {CMon} }와 아벨 군의 아벨 범주 {\displaystyle \operatorname {Ab} } 사이의 포함 함자
{\displaystyle \operatorname {Ab} \to \operatorname {CMon} }
는 (둘 다 대수 구조 다양체이므로) 왼쪽 수반 함자를 갖는다. 이 함자를
{\displaystyle F\colon \operatorname {CMon} \to \operatorname {Ab} }
라고 하자. 이 함자의 구체적 구성은 다음과 같다.
그렇다면, {\displaystyle {\mathcal {A}}}의 대상들의 (동형 사상에 대한) 동치류들의 집합 {\displaystyle \operatorname {Iso} ({\mathcal {A}})}을 생각하면, {\displaystyle (\operatorname {Iso} ({\mathcal {A}}),\oplus )}는 가환 모노이드를 이룬다. 이 경우 {\displaystyle {\mathcal {A}}}의 그로텐디크 군은 다음과 같다.
{\displaystyle \operatorname {K} ({\mathcal {A}})=F(\operatorname {Iso} ({\mathcal {A}}),\oplus )}
간혹 일부 문헌에서는 함자 {\displaystyle F} 자체를 그로텐디크 군이라고 일컫기도 한다.

## 예

### 위상 K이론
{\displaystyle \mathbb {K} \in \{\mathbb {R} ,\mathbb {C} \}}라고 하자. 콤팩트 하우스도르프 공간 {\displaystyle X} 위의 유한 차원 {\displaystyle \mathbb {K} }-벡터 다발들의 범주 {\displaystyle \operatorname {Vect} (X)}를 생각하자. 이는 가법 범주이며, 그 대상(들의 동형류)들은 집합을 이룬다. 이 경우, 그 위에 최소 퀼런 완전 범주 구조를 부여하여 그로텐디크 군을 취할 수 있다. 이를 {\displaystyle X}의 {\displaystyle \mathbb {K} }-위상 K이론이라고 한다.

### 가군
가환환 {\displaystyle R} 위의 유한 생성 가군들의 아벨 범주 {\displaystyle \operatorname {fgMod} _{R}}를 생각하자. 그렇다면 그 그로텐디크 군 {\displaystyle \operatorname {K} (\operatorname {fgMod} _{R})}를 취할 수 있다.
또한, 가환환 {\displaystyle R} 위의 유한 생성 사영 가군들의 가법 범주 {\displaystyle \operatorname {fgpMod} _{R}}를 생각하자. 이는 아벨 범주가 아니지만, 최소 퀼런 완전 범주 구조를 부여하여 그로텐디크 군 {\displaystyle \operatorname {K} (\operatorname {fgpMod} _{R})}를 취할 수 있다.
또한, 가환환 {\displaystyle R} 위의 모든 단순군들의 동형류들은 집합을 이루며, 따라서 이로 생성되는 자유 아벨 군 {\displaystyle \mathbb {Z} ^{\oplus \operatorname {Iso} (\operatorname {simpleMod} _{R})}}을 생각할 수 있다.
만약 {\displaystyle R}가  어떤 체 위의 유한 차원 결합 대수라면, 위의 세 아벨 군은 서로 동형이다.
{\displaystyle \operatorname {K} (\operatorname {fgMod} _{R})\cong \operatorname {K} (\operatorname {fgpMod} _{R})\cong \mathbb {Z} ^{\oplus \operatorname {Iso} (\operatorname {simpleMod} _{R})}}

### 유한 차원 벡터 공간
체 {\displaystyle K} 위의 유한 차원 벡터 공간들의 아벨 범주 {\displaystyle \operatorname {fgMod} _{K}}를 생각하자. 이 아벨 범주의 동형류들은 자연수의 집합과 일대일 대응하며, 이는 차원에 의하여 주어진다.
{\displaystyle \dim _{K}\colon \operatorname {Iso} (\operatorname {fgMod} _{K})\to \mathbb {N} }
{\displaystyle \dim _{K}\colon K^{\oplus n}\mapsto n}
벡터 공간의 직합은 차원의 덧셈에 대응한다. 따라서, {\displaystyle \operatorname {fgMod} _{K}}의 그로텐디크 군은 무한 순환군 {\displaystyle F(\mathbb {N} )=\mathbb {Z} }이다.

## 역사
알렉산더 그로텐디크가 K이론을 다루기 위하여 정의하였다.

## 같이 보기
- 분수체
- 국소화 (환론)
- 위상 K이론